# Spanyolország a 2014. évi téli olimpiai játékokon
Spanyolország az oroszországi Szocsiban megrendezett 2014. évi téli olimpiai játékok egyik részt vevő nemzete volt. Az országot az olimpián 7 sportágban 20 sportoló képviselte, akik érmet nem szereztek.

## Alpesisí
Férfi
| Versenyző          | Versenyszám            | 1. futam      | 1. futam      | 2. futam | 2. futam | Összesítés    | Összesítés    |
| Versenyző          | Versenyszám            | Idő           | Hely.         | Idő      | Hely.    | Idő           | Helyezés      |
| ------------------ | ---------------------- | ------------- | ------------- | -------- | -------- | ------------- | ------------- |
| Pol Carreras       | Műlesiklás             | nem ért célba | nem ért célba | kiesett  | kiesett  | kiesett       | kiesett       |
| Pol Carreras       | Óriás-műlesiklás       | nem ért célba | nem ért célba | kiesett  | kiesett  | kiesett       | kiesett       |
| Paul de la Cuesta  | Lesiklás               |               |               |          |          | 2:09,46       | 28.           |
| Paul de la Cuesta  | Óriás-műlesiklás       | 1:27,13       | 45.           | 1:26,13  | 33.      | 2:53,26       | 36.           |
| Paul de la Cuesta  | Szuperóriás-műlesiklás |               |               |          |          | nem ért célba | nem ért célba |
| Ferran Terra       | Lesiklás               |               |               |          |          | 2:11,43       | 34.           |
| Ferran Terra       | Óriás-műlesiklás       | nem ért célba | nem ért célba | kiesett  | kiesett  | kiesett       | kiesett       |
| Ferran Terra       | Szuperóriás-műlesiklás |               |               |          |          | kizárták      | kizárták      |
| Alex Puente Tasias | Műlesiklás             | 53,73         | 48.           | 1:05,72  | 32.      | 1:59,45       | 32.           |
| Alex Puente Tasias | Óriás-műlesiklás       | nem ért célba | nem ért célba | kiesett  | kiesett  | kiesett       | kiesett       |

| Versenyző         | Versenyszám | Lesiklás | Lesiklás | Műlesiklás | Műlesiklás | Összesítés | Összesítés |
| Versenyző         | Versenyszám | Idő      | Hely.    | Idő        | Hely.      | Idő        | Helyezés   |
| ----------------- | ----------- | -------- | -------- | ---------- | ---------- | ---------- | ---------- |
| Paul de la Cuesta | Összetett   | 1:56,22  | 26.      | 55,84      | 23.        | 2:52,06    | 22.        |
| Ferran Terra      | Összetett   | 1:57,23  | 34.      | 56,31      | 26.        | 2:53,54    | 25.        |

Női
| Versenyző              | Versenyszám            | Eredmény      | Helyezés      |
| ---------------------- | ---------------------- | ------------- | ------------- |
| Carolina Ruiz Castillo | Lesiklás               | nem ért célba | nem ért célba |
| Carolina Ruiz Castillo | Szuperóriás-műlesiklás | nem ért célba | nem ért célba |

## Biatlon
Férfi
| Versenyző           | Versenyszám            | Időeredmény | Lövőhiba    | Helyezés |
| ------------------- | ---------------------- | ----------- | ----------- | -------- |
| Victor Lobo Escolar | 10 km sprint           | 28:53,3     | 4 (4+0)     | 84.      |
| Victor Lobo Escolar | 20 km egyéni indításos | 57:22,8     | 3 (0+2+0+1) | 72.      |

Női
| Versenyző       | Versenyszám            | Időeredmény | Lövőhiba    | Helyezés |
| --------------- | ---------------------- | ----------- | ----------- | -------- |
| Victoria Padial | 7,5 km sprint          | 23:21,5     | 1 (0+1)     | 52.      |
| Victoria Padial | 10 km üldözőverseny    | 34:30,3     | 2 (1+0+0+1) | 46.      |
| Victoria Padial | 15 km egyéni indításos | 50:48,5     | 3 (1+0+1+1) | 54.      |

## Műkorcsolya
| Versenyző        | Versenyszám  | Rövid program | Rövid program | Kűr     | Kűr     | Összesítés | Összesítés |
| Versenyző        | Versenyszám  | Pont          | Hely.         | Pont    | Hely.   | Pont       | Helyezés   |
| ---------------- | ------------ | ------------- | ------------- | ------- | ------- | ---------- | ---------- |
| Javier Fernández | Férfi egyéni | 86,98         | 3.            | 166,94  | 5.      | 253,92     | 4.         |
| Javier Raya      | Férfi egyéni | 59,76         | 25.           | kiesett | kiesett | kiesett    | kiesett    |

| Versenyző               | Versenyszám | Eredeti (original) tánc | Eredeti (original) tánc | Kűr   | Kűr   | Összesítés | Összesítés |
| Versenyző               | Versenyszám | Pont                    | Hely.                   | Pont  | Hely. | Pont       | Helyezés   |
| ----------------------- | ----------- | ----------------------- | ----------------------- | ----- | ----- | ---------- | ---------- |
| Sara Hurtado Adrià Díaz | Jégtánc     | 58,58                   | 12.                     | 88,39 | 13.   | 146,97     | 13.        |

## Síakrobatika
Akrobatika
| Versenyző       | Versenyszám | Selejtező | Selejtező | Selejtező | Döntő    | Döntő    | Döntő    |
| Versenyző       | Versenyszám | 1. futam  | 2. futam  | Hely.     | 1. futam | 2. futam | Helyezés |
| --------------- | ----------- | --------- | --------- | --------- | -------- | -------- | -------- |
| Katia Griffiths | Női félcső  | 54,40     | 56,60     | 16.       | kiesett  | kiesett  | kiesett  |

## Sífutás
Férfi
| Versenyző               | Versenyszám | Selejtező | Selejtező | Negyeddöntő | Negyeddöntő | Elődöntő | Elődöntő | Döntő     | Döntő    |
| Versenyző               | Versenyszám | Idő       | Hely.     | Idő         | Hely.       | Idő      | Hely.    | Idő       | Helyezés |
| ----------------------- | ----------- | --------- | --------- | ----------- | ----------- | -------- | -------- | --------- | -------- |
| Imanol Rojo             | 15 km       |           |           |             |             |          |          | 42:45,4   | 50.      |
| Imanol Rojo             | 30 km       |           |           |             |             |          |          | 1:13:40,4 | 50.      |
| Imanol Rojo             | 50 km       |           |           |             |             |          |          | 1:49:21,9 | 33.      |
| Imanol Rojo             | Sprint      | 3:48,44   | 60.       | kiesett     | kiesett     | kiesett  | kiesett  | kiesett   | 60.      |
| Javier Gutiérrez Cuevas | 15 km       |           |           |             |             |          |          | 43:43,9   | 63.      |
| Javier Gutiérrez Cuevas | 50 km       |           |           |             |             |          |          | 1:53:02,5 | 47.      |
| Javier Gutiérrez Cuevas | 30 km       |           |           |             |             |          |          | 1:16:01,0 | 58.      |

Női
| Versenyző   | Versenyszám | Eredmény  | Helyezés |
| ----------- | ----------- | --------- | -------- |
| Laura Orgué | 10 km       | 30:48,0   | 28.      |
| Laura Orgué | 15 km       | 40:46,5   | 25.      |
| Laura Orgué | 30 km       | 1:12:37,3 | 10.      |

## Snowboard
Akrobatika
| Versenyző         | Versenyszám  | Selejtező | Selejtező | Selejtező | Elődöntő | Elődöntő | Elődöntő | Döntő    | Döntő    | Helyezés |
| Versenyző         | Versenyszám  | 1. futam  | 2. futam  | Hely.     | 1. futam | 2. futam | Hely.    | 1. futam | 2. futam | Helyezés |
| ----------------- | ------------ | --------- | --------- | --------- | -------- | -------- | -------- | -------- | -------- | -------- |
| Queralt Castellet | Női halfpipe | 93,25     | 52,00     | 2. D      |          |          |          | 61,75    | 55,25    | 11.      |

Snowboard cross
| Versenyző        | Versenyszám | Selejtező | Selejtező | Nyolcaddöntő | Negyeddöntő | Elődöntő      | Döntő       | Helyezés |
| Versenyző        | Versenyszám | Idő       | Hely.     | Helyezés     | Helyezés    | Helyezés      | Helyezés    | Helyezés |
| ---------------- | ----------- | --------- | --------- | ------------ | ----------- | ------------- | ----------- | -------- |
| Lucas Eguibar    | Férfi       | törölve   | törölve   | 1.           | 1.          | 5. (kizárták) | Kisdöntő 1. | 7.       |
| Regino Hernandez | Férfi       | törölve   | törölve   | 2.           | 6.          | kiesett       | kiesett     | 21.      |
| Laro Herrero     | Férfi       | törölve   | törölve   | 5.           | kiesett     | kiesett       | kiesett     | 33.      |

## Szkeleton
| Versenyző       | Versenyszám | 1. futam | 1. futam | 2. futam | 2. futam | 3. futam | 3. futam | 4. futam | 4. futam | Összesítés | Összesítés |
| Versenyző       | Versenyszám | Idő      | Hely.    | Idő      | Hely.    | Idő      | Hely.    | Idő      | Hely.    | Idő        | Helyezés   |
| --------------- | ----------- | -------- | -------- | -------- | -------- | -------- | -------- | -------- | -------- | ---------- | ---------- |
| Ander Mirambell | Férfi       | 58,58    | 26.      | 58,72    | 26.      | 58,80    | 26.      | kiesett  | kiesett  | 2:56,10    | 26.        |